# Roman Bierła
Roman Bierła est un lutteur polonais spécialiste de la lutte gréco-romaine né le 21 mars 1957 à Katowice.

## Biographie
Roman Bierła participe aux Jeux olympiques d'été de 1980 à Moscou dans la catégorie des poids lourds et remporte la médaille d'argent. Il remporte également une médaille d'argent lors des Championnats d'Europe en 1979.